# Hans Pitschmann
Hans Pitschmann (* 16. November 1919 in Nendeln, Liechtenstein; † 7. April 2004 in Feldkirch) war ein österreichischer Politiker der ÖVP.
Er beantragte am 17. November 1938 die Aufnahme in die NSDAP und wurde zum 1. Januar 1940 aufgenommen (Mitgliedsnummer 7.871.932). Nach Volksschule und humanistischem Bundesgymnasium Feldkirch mit Matura im Jahr 1939, studierte er an der Universität Innsbruck Jus und wurde 1947 promoviert. Sein Studium der Staatswissenschaften schloss er 1949 ebenfalls mit seiner Promotion ab.
Er hatte den Direktionsposten des Österreichischen Wirtschaftsbundes, Landesgruppe Vorarlberg (1949–1982), inne und war dann Österreichischer Honorarkonsul in Liechtenstein (1982–1987).
In der ÖVP war er von 1971 bis 1972 Stadtparteiobmann für Feldkirch. Vom 14. März 1962 bis zum 31. Dezember 1981 war er Mitglied des Bundesrates, dessen Vorsitzender er vom 15. Februar 1968 bis zum 30. Juni 1968 und vom 1. Juli 1981 bis zum 31. Dezember 1981 war.